# Matthieu Sys
Matthieu Sys (30 mei 1988) is een Belgisch acteur.

## Biografie
Sys rondde in 2010 zijn studies in de Verenigde Staten af. In 2014 speelde hij een van de hoofdrollen in de Vlaamse reeks In Vlaamse velden.

## Film en televisie
- Ben X - klasgenoot (2007)
- Vermist - Jurgen (2008)
- Flikken - Arne De Graeve (2008)
- Little Black Spiders - Koen (2012)
- Code 37 - Sven (2012)
- In Vlaamse velden - Vincent Boesman (2014)
- Trouw met mij! - Patrick (2014)
- Vriendinnen - Jean De Bolle (2014)
- Ventoux - Fabio (2015)
- Professor T. - Hans Christiaensen (2015)
- De Ridder - Niels De Smedt (2016)
- Amigo's - Dylan Vastenaken (2017)
- 13 Geboden - Lukas Heyde (2018)
- Zie mij graag - Willem (2019)
- Een goed jaar - Osmar (2020)
- Black-Out - Tom Dutroy (2020-2021)
- Professor T. (Engelse versie) - Henry Samson (2021)
- Storm Lara - Marcus (2021)
- Onder Vuur - Grégoir (2021)
- Hidden Assets - David (2021)
- Ferry - winkelbediende (2023)
- Chantal - Wim (2024)

- Gemeinsame Normdatei: 1180527615
- Virtual International Authority File: 6498155286597287180007